# Climas (película)
Climas es una película peruana de 2014, ópera prima de la directora Enrica Pérez. La película aborda el tema del entorno como factor externo determinante de la personalidad de su gente. Fue estrenada oficialmente en el Festival de Cine de Lima, ha sido parte de la selección oficial de más de 40 festivales de cine.
Climas es una coproducción Perú-Colombia, producida por Enrica Pérez y Enid Campos "Pinky" (Sexto Sentido Producciones), Diana Bustamante y Jorge Forero (Burning Blue).
El largometraje recibió apoyos económicos de Taller de producción PUENTES – BAL (2009), Mannheim Meetings (2009), Ministerio de Cultura de Perú (2010, 2014), Ibermedia (2011), Cine en construcción, V Bolivia Lab (2013).

## Sinopsis
Tres mujeres de diferentes edades y orígenes viven en tres regiones del Perú. Eva es una niña que sufre abusos sexuales en la Amazonia. Victoria es una limeña adinerada con un trágico secreto que hace que su vida sea fría y gris como la ciudad en la que habita. Zoraida es una anciana de una comunidad andina que recibe a su hijo tras una larga ausencia. Tres regiones, tres mujeres, tres historias condicionadas por las diferentes geografías, sociedades y climas de un mismo país fragmentado.

## Reparto
- Claudia Ruiz del Castillo como Eva
- Fiorella de Ferrari como Victoria
- María Unocc como Zoraida
- Rafael Novoa como Fernando
- Marisela Puicón como Madre de Eva

## Premios y nominaciones

### Premios
- Mejor largometraje de ficción, Festival Ventana Andina, Argentina, 2015[6]
- Obra ganadora del Premio EPIC, Festival de Cine de Lima, Perú, 2014[7]
- Premio del Jurado a la mejor película de ficción, Festival Cine de las Américas, EE. UU., 2015[8]
- Mejor fotografía, Mejor dirección de arte, Festival de la Mujer María Lionza, Venezuela, 2015
- Mejor Fotografía y Mejor Montaje, Levante Internacional Film Festival, 2015[9]
- Mejor largometraje de ficción, World Festival of Emerging Cinema, 2016
- Mejor película latinoamericana, Festival Al Este del Plata, Argentina
- Premio a la Mejor Película, Festival Bio Bio Cine, 2016[10]

### Nominaciones
- Mejor actriz, Premios Macondo, 2015